# Divizia 16 Infanterie (1916-1918)
Divizia 16 Infanterie a fost o mare unitate de nivel tactic care s-a constituit la 27 august 1916, prin mobilizarea unor subunități de rezervă din compunerea unor unități existente la pace (Batalioanele IV ale unor regimente de infanterie).:Anexa 10, p. 3
Divizia  a făcut parte din organica Corpului VI Armată. La intrarea în război, Divizia 16 Infanterie a fost comandată de generalul de brigadă Constantin Anastasiade. Divizia a participat la acțiunile militare pe frontul românesc, în două perioade: între 14/27 august 1916 – 15/28 decembrie 1916 și 26 ianuarie/8 februarie 1918 – 15/28 mai 1918.

## Ordinea de bătaie la mobilizare
La declararea mobilizării, la 27 august 1916, Divizia 16 Infanterie a făcut parte din compunerea de luptă a Corpului VI Armată, alături de Divizia 18 Infanterie, Divizia 2 Cavalerie și Brigada 2 Călărași. Corpul VI Armată era comandat de generalul de divizie Gheorghe Văleanu, eșalonul superior fiind Armata 3, comandată de generalul de divizie Mihail Aslan.
Ordinea de bătaie a diviziei era următoarea:

- Divizia 16 Infanterie

- Brigada 41 Infanterie

- Regimentul 81 Infanterie
- Regimentul 82 Infanterie

- Brigada 42 Infanterie

- Regimentul 83 Infanterie
- Regimentul 84 Infanterie

- Brigada 11 Artilerie

- Regimentul 26 Artilerie
- Regimentul 27 Artilerie

## Reorganizări pe perioada războiului
Divizia 16 Infanterie a fost desființată la 15/28 decembrie 1916, neparticipând la campania anului 1917. Divizia a fost reînființată la 26 ianuarie/8 februarie 1918, funcționând până la 15/28 mai 1918, când a fost desființată din nou ca urmare a aplicării prevederilor Păcii de la București. La reînființare s-a numit Divizia Grăniceri, iar începând cu 1 februarie 1918 a primit numele de Divizia 16 Infanterie.:p. 193
- Divizia 16 Infanterie

- Brigada Grăniceri

- Regimentul 1 Grăniceri
- Regimentul 2 Grăniceri

- Brigada Ardeleni

- Regimentul 1 Ardeleni
- Regimentul 2 Ardeleni

- Regimentul 33 Artilerie
- Regimentul 36 Obuziere
- Escadron de cavalerie

## Comandanți
Pe perioada desfășurării Primului Război Mondial, Divizia 16 Infanterie a avut următorii comandanți:
| Gradul             | Numele                 | Perioada                             | Imagine |
| ------------------ | ---------------------- | ------------------------------------ | ------- |
| General de brigadă | Constantin Anastasiade | 15 august 1916 - 14 octombrie 1916   |         |
| General de brigadă | Constantin Costescu    | 14 octombrie 1916 - 2 noiembrie 1916 |         |
| Colonel            | Ioan Ghinescu          | 2 noiembrie 1916 - 15 decembrie 1916 |         |
| General de brigadă | Ștefan Ștefănescu      | 26 ianuarie 1918 - 15 mai 1918       |         |

## Vezi și
- Participarea României la Primul Război Mondial
- Ordinea de bătaie a Armatei României (1916)
- Ordinea de bătaie a Armatei României (1917)
- Operația de la Flămânda
- Comandanți de mari unități ale Armatei României